# Xanthorrhoea pumilio
Xanthorrhoea pumilio är en grästrädsväxtart som beskrevs av Robert Brown. Xanthorrhoea pumilio ingår i släktet Xanthorrhoea och familjen grästrädsväxter. Inga underarter finns listade i Catalogue of Life.